# Vuelta al Ecuador 2020
La 37.ª edición de la Vuelta al Ecuador se celebró entre el 23 y el 28 de noviembre de 2020 con inicio en la parroquia Los Bancos y final en la ciudad de Quito en Ecuador. El recorrido constó de un total de 6 etapas sobre una distancia total de 785 km.
Inicialmente se pretendía recuperar la autorización para ser de categoría UCI 2.2; sin embargo, dadas la situación mundial debida a la pandemia de COVID-19, el aval de la UCI no se llegó a concretar. La competencia formó parte del calendario de la Federación Ecuatoriana de Ciclismo para 2020.

## Equipos participantes
Tomaron la partida un total de 16 equipos de los cuales 2 fueron equipos de categoría Continental, 3 selecciones nacionales y 11 equipos regionales y de clubes, quienes conformaron un pelotón de 103 ciclistas.  Los equipos participantes fueron:
| Equipos continentales (2)- Canel's Pro Cycling - Best PC Ecuador Equipos nacionales (3)- Guatemala - Perú - Ecuador Equipos ciclistas aficionados (2)- Movistar Team Ecuador - Sin Fronteras Team Equipos regionales y de clubes (9)- Eagle Bikes - Team Saitel - Santo Domingo Team - Montes Bike - Nariño-Superbota - Cooperativa Policía Nacional - LDU - Toscana Cayambe - 100% Imbabura - Team Pichincha |
| |

## Recorrido
| Etapa     | Fecha     | Recorrido                                          | type                   | Distancia (km) | Ganador       | Líder                     |
| --------- | --------- | -------------------------------------------------- | ---------------------- | -------------- | ------------- | ------------------------- |
| 1.ª etapa | 23 de nov | Cantón San Miguel de Los Bancos – Pedernales       | etapa llana            | 177,3          | Cristian Toro | Cristian Toro             |
| 2.ª etapa | 24 de nov | Pedernales – Santo Domingo de los Colorados        | etapa escarpada        | 133,1          | Byron Guamá   | Cristian Toro             |
| 3.ª etapa | 25 de nov | Santiago de Machachi – Olmedo                      | etapa escarpada        | 123,8          | Byron Guamá   | Cristian Toro             |
| 4.ª etapa | 26 de nov | San Roque – La Estrellita                          | etapa de montaña       | 120            | Joel Burbano  | Henry Velasco             |
| 5.ª etapa | 27 de nov | Playón de San Francisco – Santa Marta de Atuntaqui | etapa de media montaña | 130,4          | Byron Guamá   | Jymmi Santiago Montenegro |
| 6.ª etapa | 28 de nov | San Francisco de Quito – San Francisco de Quito    | etapa llana            | 100            | Efrén Santos  | Jymmi Santiago Montenegro |

## Clasificaciones finales
Las clasificaciones finalizaron de la siguiente forma:

### Clasificación general
| \| Clasificación general \| Clasificación general \| Clasificación general \| Clasificación general \| Clasificación general \| \| Ciclista \| Ciclista \| Equipo \| Tiempo \| \| \| --------------------- \| ------------------------- \| --------------------- \| --------------------- \| --------------------- \| \| 1.º \| Jymmi Santiago Montenegro \| Ecuador \| 19 h 15 min 26 s \| \| \| 2.º \| Joel Burbano \| Sin Fronteras Team \| + 4 s \| \| \| 3.º \| Harold Martín López \| Best PC Ecuador \| + 21 s \| \| \| 4.º \| Esdras Morales \| Guatemala \| + 1 min 47 s \| \| \| 5.º \| Anderson Paredes \| Best PC Ecuador \| + 1 min 57 s \| \| \| 6.º \| Royner Navarro \| Perú \| + 2 min 30 s \| \| \| 7.º \| Sergio Geovani Chumil \| Guatemala \| + 2 min 36 s \| \| \| 8.º \| Byron Guamá \| Best PC Ecuador \| + 3 min 28 s \| \| \| 9.º \| Wilson Haro \| Ecuador \| + 4 min 44 s \| \| \| 10.º \| Jorge Luis Montenegro \| Movistar Team Ecuador \| + 5 min 10 s \| \| |                           |                       |                  |
| |                           |                       |                  |
| Fuente: ProCyclingStats |                           |                       |                  |
| Clasificación general |                           |                       |                  |
| Ciclista | Ciclista                  | Equipo                | Tiempo           |
| 1.º | Jymmi Santiago Montenegro | Ecuador               | 19 h 15 min 26 s |
| 2.º | Joel Burbano              | Sin Fronteras Team    | + 4 s            |
| 3.º | Harold Martín López       | Best PC Ecuador       | + 21 s           |
| 4.º | Esdras Morales            | Guatemala             | + 1 min 47 s     |
| 5.º | Anderson Paredes          | Best PC Ecuador       | + 1 min 57 s     |
| 6.º | Royner Navarro            | Perú                  | + 2 min 30 s     |
| 7.º | Sergio Geovani Chumil     | Guatemala             | + 2 min 36 s     |
| 8.º | Byron Guamá               | Best PC Ecuador       | + 3 min 28 s     |
| 9.º | Wilson Haro               | Ecuador               | + 4 min 44 s     |
| 10.º | Jorge Luis Montenegro     | Movistar Team Ecuador | + 5 min 10 s     |

### Clasificación de la montaña
| Clasificación de la montaña | Clasificación de la montaña | Clasificación de la montaña | Clasificación de la montaña | Clasificación de la montaña |
| Ciclista                    | Ciclista                    | Equipo                      | Puntos                      |                             |
| --------------------------- | --------------------------- | --------------------------- | --------------------------- | --------------------------- |
| 1.º                         | Joel Burbano                | Sin Fronteras Team          | 42 pts                      |                             |
| 2.º                         | Jymmi Santiago Montenegro   |                             | 37 pts                      |                             |
| 3.º                         | Harold Martín López         | Best PC Ecuador             | 19 pts                      |                             |
| 4.º                         | Byron Guamá                 | Best PC Ecuador             | 15 pts                      |                             |
| 5.º                         | Cléber Cuasquer             | Movistar Team Ecuador       | 11 pts                      |                             |

### Clasificación de las metas volantes
| Clasificación de las metas volantes | Clasificación de las metas volantes | Clasificación de las metas volantes | Clasificación de las metas volantes | Clasificación de las metas volantes |
| Ciclista                            | Ciclista                            | Equipo                              | Puntos                              |                                     |
| ----------------------------------- | ----------------------------------- | ----------------------------------- | ----------------------------------- | ----------------------------------- |

### Clasificación sub-23
| Clasificación sub-23 | Clasificación sub-23      | Clasificación sub-23 | Clasificación sub-23 | Clasificación sub-23 |
| Ciclista             | Ciclista                  | Equipo               | Tiempo               |                      |
| -------------------- | ------------------------- | -------------------- | -------------------- | -------------------- |
| 1.º                  | Jymmi Santiago Montenegro |                      | 19 h 15 min 26 s     |                      |
| 2.º                  | Harold Martín López       | Best PC Ecuador      | + 21 s               |                      |
| 3.º                  | Sergio Geovani Chumil     | Guatemala            | + 2 min 36 s         |                      |
| 4.º                  | Wilson Haro               | Ecuador              | + 4 min 44 s         |                      |
| 5.º                  | Richard Huera             | Ecuador              | + 8 min 13 s         |                      |

### Clasificación por equipos
| Clasificación por equipos | Clasificación por equipos | Clasificación por equipos | Clasificación por equipos |
| Equipo                    | Equipo                    | Tiempo                    |                           |
| ------------------------- | ------------------------- | ------------------------- | ------------------------- |
| 1.º                       | Best PC Ecuador           | 57 h 51 min 28 s          |                           |
| 2.º                       | Guatemala                 | + 5 min 31 s              |                           |
| 3.º                       | Ecuador                   | + 8 min 15 s              |                           |
| 4.º                       | Perú                      | + 17 min 50 s             |                           |
| 5.º                       | Canel's Pro Cycling       | + 18 min 31 s             |                           |

## Evolución de las clasificaciones
| Etapa                   | Ganador de etapa        | Clasificación general | Clasificación de la montaña | Clasificación de las metas volantes | Clasificación sub-23 | Clasificación por equipos |
| ----------------------- | ----------------------- | --------------------- | --------------------------- | ----------------------------------- | -------------------- | ------------------------- |
| 1.ª                     | Cristian Toro           | Cristian Toro         | Cristian Toro               | No disputada                        | Cristian Toro        | Movistar Team Ecuador     |
| 2.ª                     | Byron Guamá             | Cristian Toro         | Santiago Montenegro         | Sebastián Novoa                     | Cristian Toro        | Movistar Team Ecuador     |
| 3.ª                     | Byron Guamá             | Cristian Toro         | Santiago Montenegro         | Sebastián Novoa                     | Cristian Toro        | Best PC Ecuador           |
| 4.ª                     | Joel Burbano            | Henry Velasco         | Joel Burbano                | Sebastián Novoa                     | Sergio Chumil        | Guatemala                 |
| 5.ª                     | Byron Guamá             | Santiago Montenegro   | Joel Burbano                | Sebastián Novoa                     | Santiago Montenegro  | Best PC Ecuador           |
| 6.ª                     | Efrén Santos            | Santiago Montenegro   | Joel Burbano                | Sebastián Novoa                     | Santiago Montenegro  | Best PC Ecuador           |
| Clasificaciones finales | Clasificaciones finales | Santiago Montenegro   | Joel Burbano                | Sebastián Novoa                     | Santiago Montenegro  | Best PC Ecuador           |